# ليدي باميلا هيكس
ليدي باميلا هيكس (بالهولندية: Pamela Mountbatten)‏ هي مساعدة شخصية هولندية، ولدت في 19 أبريل 1929 في برشلونة في إسبانيا.

## معرض صور

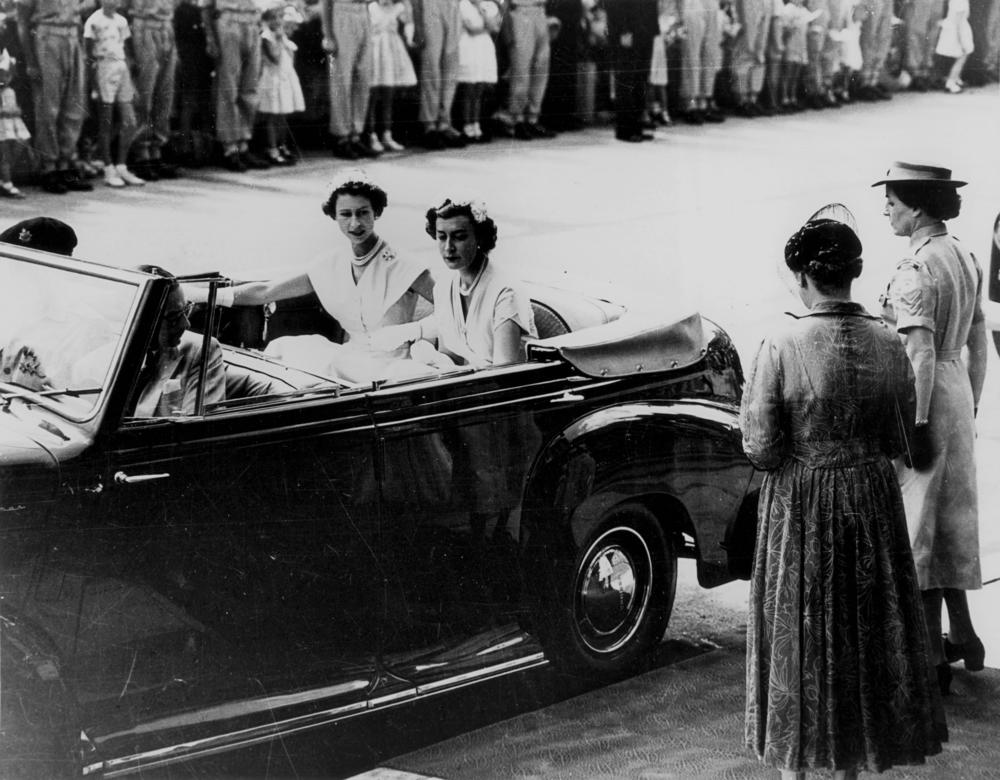
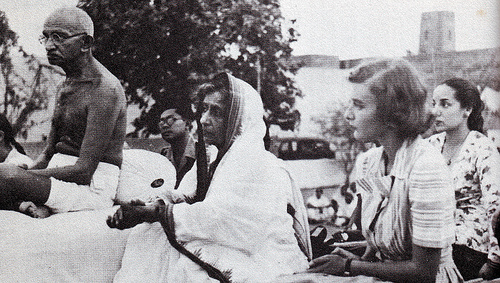
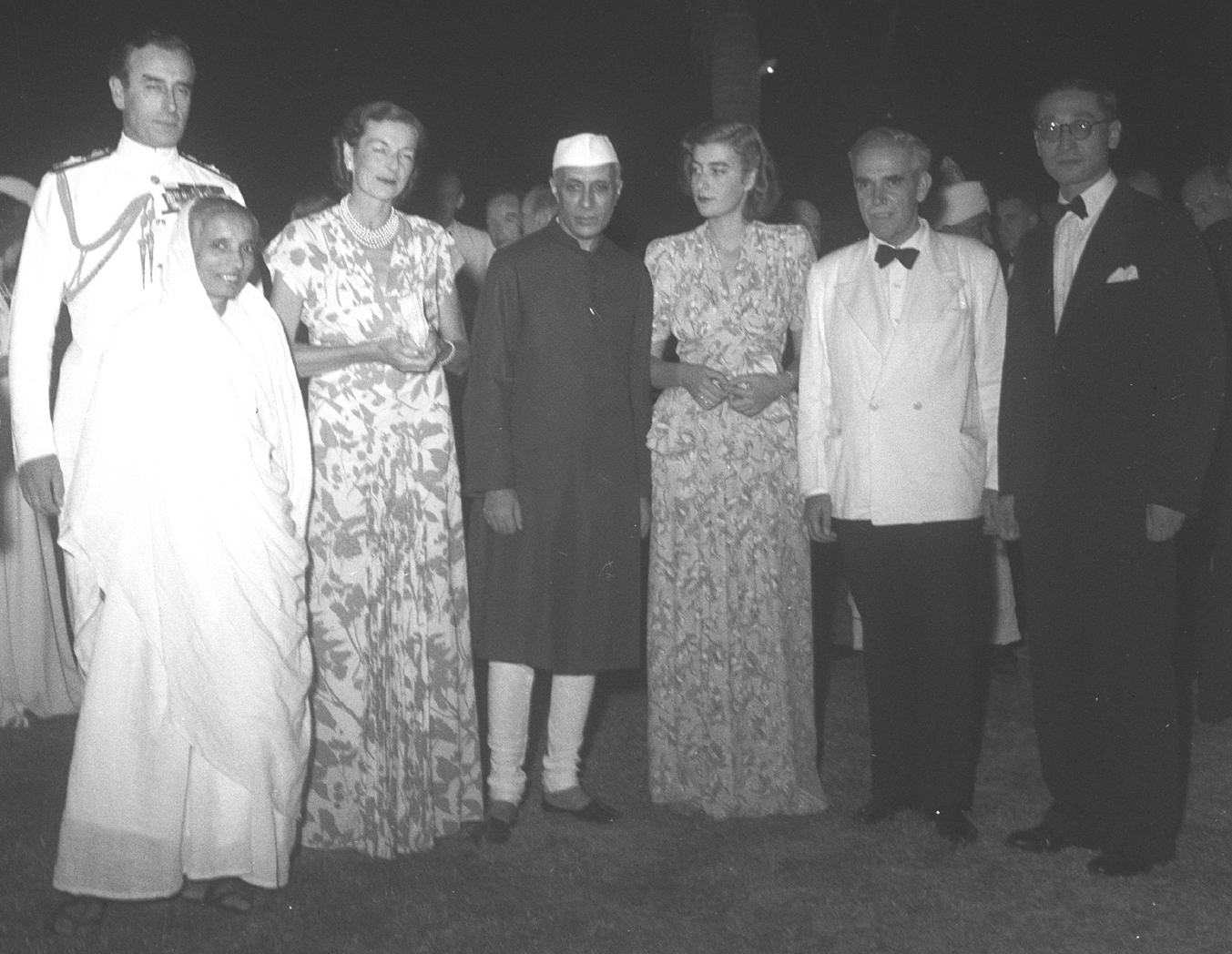

## روابط خارجية
- ليدي باميلا هيكس على موقع مونزينجر (الألمانية)